# Riggisberg
Riggisberg es una comuna suiza del cantón de Berna, situada en el distrito administrativo de Berna-Mittelland. Limita al norte con las comunas de Rüeggisberg y Rümligen, al este con Kirchenthurnen, Mühlethurnen, Lohnstorf y Burgistein, al sureste con Wattenwil, al sur con Blumenstein y Rüeggisberg, y al oeste con Rüschegg.
A partir del 1 de enero de 2009 la comuna incluye el territorio de la antigua comuna de Rüti bei Riggisberg. Hasta el 31 de diciembre de 2009 situada en el distrito de Seftigen.

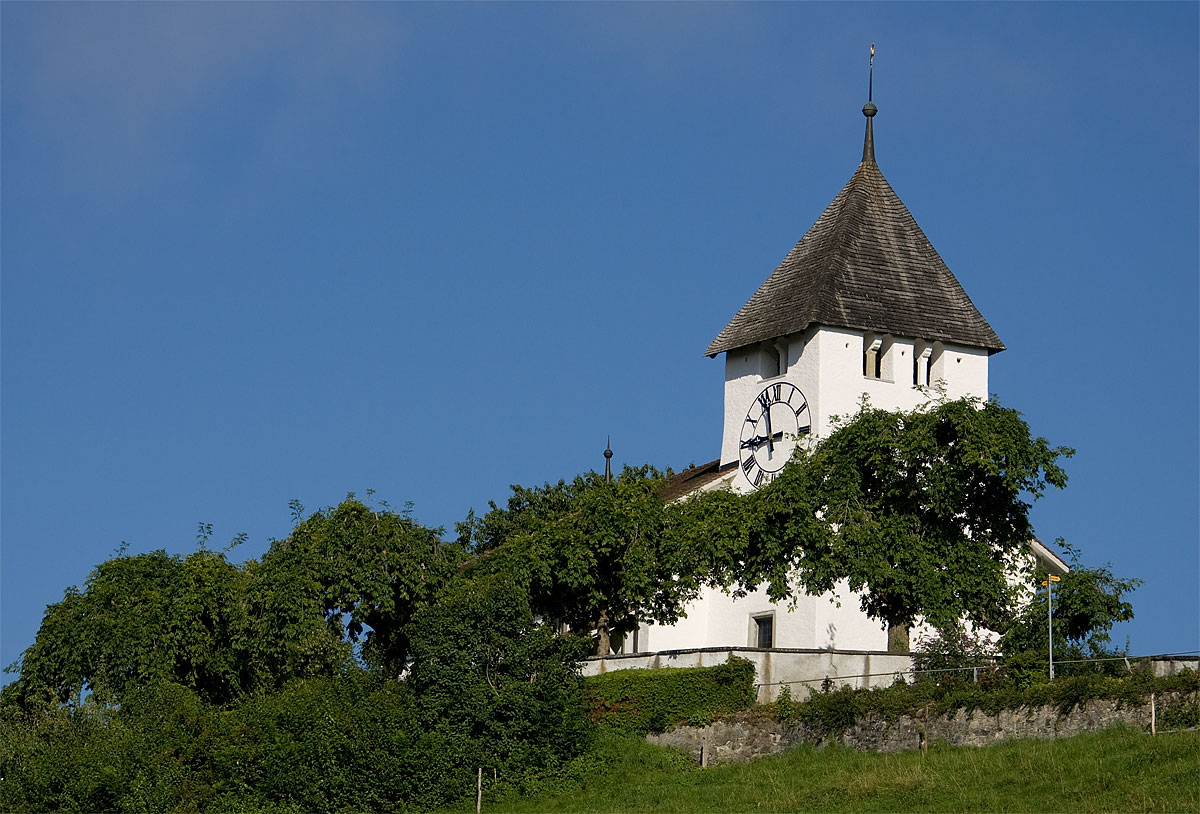
Iglesia de Riggisberg.